# Luang Prabang (stad)
Luang Prabang is een stad met 47.510 inwoners in centraal Laos aan de Mekong in de provincie Luang Prabang met een rijke historie. Het is qua inwonertal de vierde stad van het land (na Vientiane, Pakse en Kaysone Phomvihane).

## Geschiedenis
In zijn eerste incarnatie heette deze stad Meuang Sawa, de naam voor Java. Het is waarschijnlijk dat de stad deze naam heeft gekregen naar aanleiding van de Javaanse invasie van het koninkrijk Chenla. De dominante macht in het gebied tussen de 6de en 8ste eeuw na Christus. Tussen de 10de en 12de eeuw werd de naam van de stad veranderd in Muang Xien Thong. Een van de belangrijkste tempels in Luang Prabang draagt deze naam nog, Wat Xieng Thong.
In 1353 werd Meuang Xieng Thong (gouden stad) door koning Fa Ngum veroverd. Meuang Xien Thong was inmiddels uitgeroepen tot hoofdstad van het Lan Xang. De stad zou weer later weer van naam veranderen nadat de Khmer het gouden Boeddha beeld Pha Bang aan koning Fa Ngum schonken in 1359. De stad werd later, bij de verplaatsing van de hoofdstad naar Vientiane, Luang Prabang genoemd: Luang (wat grote of koninklijke betekent) Pha Bang. In de loop der tijd werd dit verbasterd tot Luang Prabang. In 1545 verplaatste koning Photisarat de hoofdstad naar Vientiane. Desondanks bleef men Luang Prabang beschouwen als de belangrijkste stad. In 1707 werd Luang Prabang de hoofdstad van het koninkrijk Luang Prabang.

## UNESCO Werelderfgoed
In 1995 werd de hele stad toegevoegd aan de Werelderfgoedlijst van UNESCO.

## Golf
In 2012 werd het Luang Prabang Laos Open op de Luang Prabang Golf CLub georganiseerd door de Aziatische PGA Tour. Het was het eerste professionale golftoernooi ooit in Laos. Het prijzengeld was 80.000 Amerikaanse dollar.